# Die rote Schildkröte
Die rote Schildkröte ist ein französisch-japanisch-belgischer Animationsfilm von Michael Dudok de Wit aus dem Jahr 2016. Seine Handlung verzichtet auf jede geschriebene oder gesprochene Sprache, Kommunikation wird ausschließlich körpersprachlich dargestellt.

## Handlung
Ein Schiffbrüchiger wird auf einer tropischen Insel angeschwemmt, die von Bambuswald bestanden ist und einzig von Schildkröten, Krabben und Vögeln bewohnt wird. Um von der Insel fortzukommen, baut der Mann sich ein Floß, welches jedoch im Meer wiederholt von einer großen roten Schildkröte angegriffen und schließlich zerstört wird.
Als er später die rote Schildkröte am Strand antrifft, attackiert er sie wütend und dreht schließlich das leblose Tier auf den Rücken, so dass es verschmachten muss. In der folgenden Nacht jedoch verspürt er Mitleid mit dem Tier und versucht es wiederzubeleben. Es gibt zunächst kein Lebenszeichen von sich, doch dann platzt der Panzer auf, und die Schildkröte verwandelt sich in eine junge Frau mit langem rotem Haar, die er reumütig und hingebungsvoll versorgt. Schließlich kommt sie zu sich, sie verzeiht ihm den Angriff, und die zwei beginnen als einzige Menschen auf der Insel ein gemeinsames Leben.
Später bekommen sie einen Sohn, dessen Heranwachsen in einigen sprunghaften Episoden dargestellt wird. Das Leben auf der Insel macht ihn zu einem ausgezeichneten Kletterer und Schwimmer. Als er eines Tages in eine kleine Höhle fällt, entwickelt er zu den Schildkröten auf der Insel eine besondere Beziehung. Später, der Sohn ist schon herangewachsen, trifft ein Tsunami die Insel, zerstört große Teile davon und zieht den Mann hinaus aufs Meer. Nach ermüdender Suche wird er von seinem Sohn gefunden und an Land gezogen. Schließlich entscheidet sich der Sohn, die Insel zu verlassen, verabschiedet sich von seinen Eltern und schwimmt davon, begleitet von drei Schildkröten.
Der Mann und die Frau leben weiterhin auf der Insel und werden miteinander alt, bis der Mann eines Tages friedlich stirbt. Nach seinem Tod wird die Frau wieder zur roten Schildkröte und schiebt sich ins Meer.

## Hintergrund
Der Film ist eine Koproduktion der Firmen Why Not Productions, CN4 Productions, Arte France Cinéma, Wild Bunch (Frankreich), Studio Ghibli (Japan) und Belvision (Belgien). Er feierte seine Premiere am 18. Mai 2016 bei den Filmfestspielen von Cannes 2016, wo er in der Un-Certain-Regard-Sektion gezeigt wurde und für die Goldene Kamera nominiert war.
In Deutschland kam er am 16. März 2017 in die Kinos.
Der Film ist ohne Sprache aufgebaut und in der Kunst von Ukiyo-e und Ligne claire gehalten.

## Kritik
Der Film erhielt von Kritikern überwiegend positive Bewertungen. Auf Rotten Tomatoes hält er eine Bewertung von 93 %, basierend auf einer Durchschnittswertung von 8,1/10 und 169 gewerteten Stimmen.

## Auszeichnungen
- Oscarverleihung 2017: Nominiert als Bester animierter Spielfilm
- Internationale Filmfestspiele von Cannes 2016: Auszeichnung mit dem Un Certain Regard Spezialpreis; nominiert für den Prix Un Certain Regard und die Goldene Kamera
- Satellite Awards 2016: Nominiert als Bester Film (Animationsfilm oder Real-/Animationsfilm)
- Los Angeles Film Critics Association 2017: Nominiert als die Beste Animation
- Critics’ Choice Movie Award 2017: Nominiert als Bester animierter Spielfilm
- Online Film Critics Society Award 2017: Nominiert als Bester animierter Spielfilm
- Magritte 2017: Nominiert als Bester ausländischer Film in Koproduktion und für den Besten Ton (Nils Fauth und Peter Soldan)